# Prosopocoilus inclinatus
Prosopocoilus inclinatus là một loài bọ cánh cứng trong họ Lucanidae.

## Hình ảnh

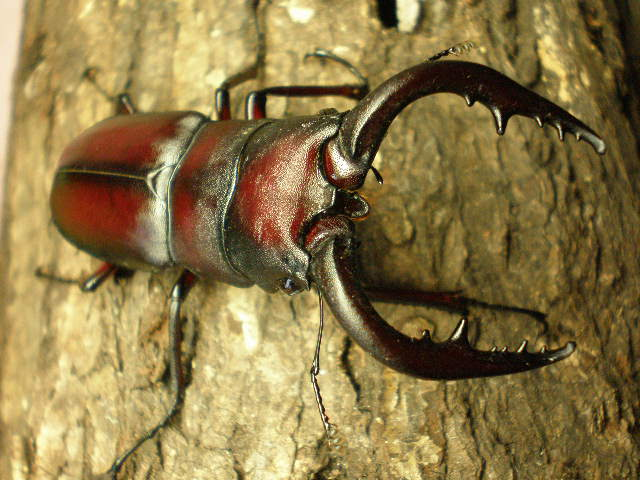
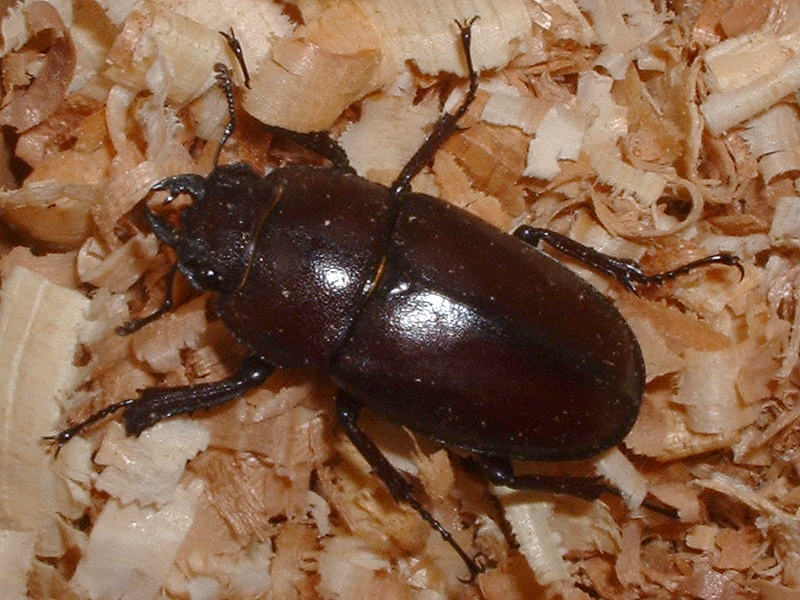
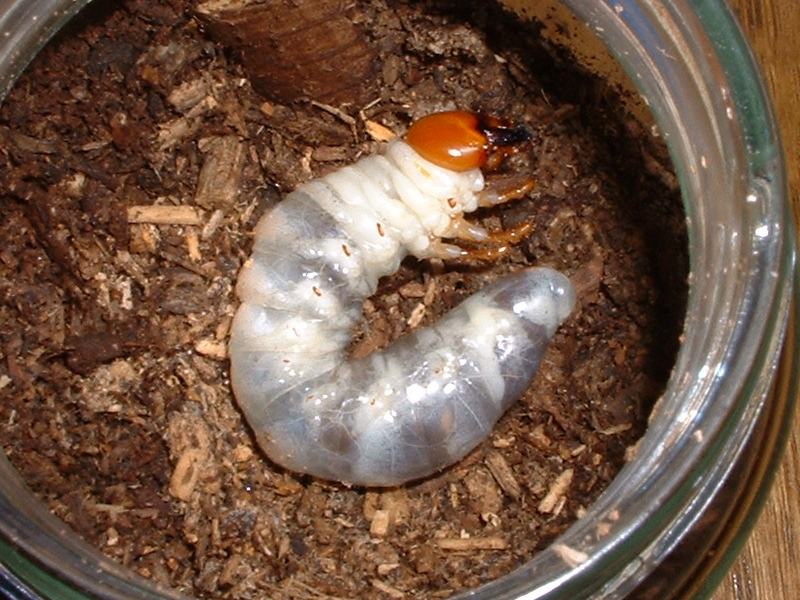
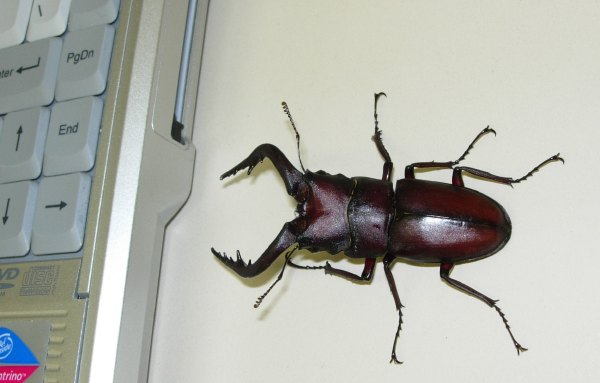